# Furtunești, Buzău
Furtunești este un sat în comuna Gura Teghii din județul Buzău, Muntenia, România. Se află în partea nord-vestică, muntoasă, a județului, în zona Masivului Penteleu.